# Ajuntament de la Granada
L'Ajuntament de la Granada és una obra del municipi de la Granada (Alt Penedès) inclosa en l'Inventari del Patrimoni Arquitectònic de Catalunya.

## Descripció
Es tracta d'un edifici entre mitgeres que consta de planta baixa, pis, golfes i terrat amb composició simètrica de la façana, un balcó de tres portals i una balaustrada superior. S'hi inclouen uns fanals que conclouen la configuració de la seva imatge, amb significat social.